# Shihhi arapski
Shihhi arapski (al-shihuh, shihhi, shihu, shihuh; ISO 639-3: ssh), arapski jezik kojim govori oko 27 000 ljudi na području Omana i Ujedinjenih Arapskih Emirata. Većina od 22 000 (2000) govornika živi u Omanu, i 5 000 na poluotoku Musandam, UAE.
Etnička grupa zove se Shihuh (ribari na Musandamu), a jezik shihhi. Podijeljeni su po plemenima među kojima ogranak Kumazirah (pleme Dhahuriyin) koji govore jezikom kumzari [zum].
Shihhi nije literarni jezik. Nešto literature postoji na standardnom arapskom [arb].

## Vanjske poveznice
- Ethnologue (14th)
- Ethnologue (15th)